# Miluše Šplechtová
Miluše Šplechtová, občanským jménem Miluše Hrušínská (* 13. listopadu 1957 Most), je česká herečka.

## Život
Narodila se v Mostě. Vystudovala Pražskou konzervatoř (1979), poté působila v Činoherním studiu v Ústí nad Labem (1980–1984) a v Realistickém divadle Zdeňka Nejedlého/Labyrintu (1984–1991). V roce 1991 odešla do pražského Národního divadla, dnes je v angažmá v Divadle na Jezerce, kde je členem Divadelní společnosti Jana Hrušínského, svého manžela.
Z prvního manželství má syna Nikolu, z druhého s Janem Hrušínským dvě dcery. Dcera Kristýna Hrušínská je herečka.
Hrála v představení Tři sestry, Zahraj to znovu, Same v Divadle Na Jezerce, v představení Sluha dvou pánů v Národním divadle. Objevila se v několika filmech (Panelstory, Jak chutná smrt) i v televizních seriálech Nemocnice na kraji města (Nové osudy), Cesty domů nebo Ulice.
Nezřídka se lze s jejím hlasem setkat v dabingu zahraničních filmů a seriálů, od studentských dob spolupracuje s rozhlasem.

## Seriály
- 2010–2014 Cesty domů (mjr. JUDr. Ing. Míla Jírová)
- 2015–2016 Všechny moje lásky (Zdena Zábranská)
- od roku 2020 Ulice (Jolana)